# Paul Baudouin

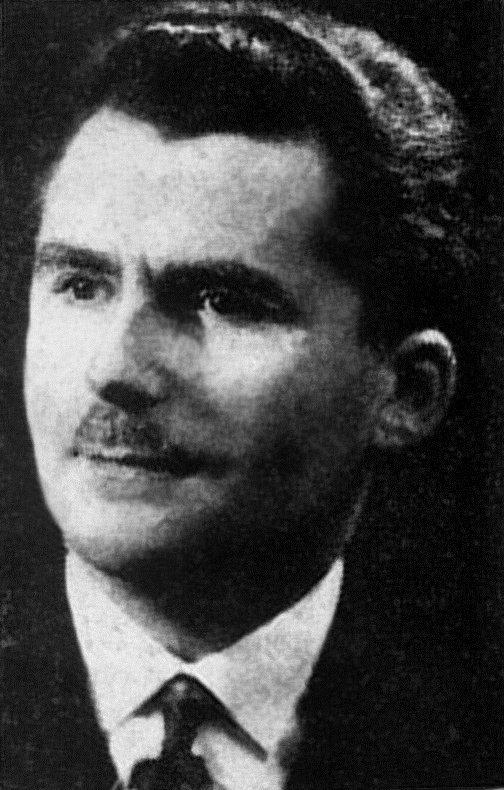
Paul Baudouin (1940)

Paul Louis Arthur Baudouin (* 19. Dezember 1894 in Paris; † 10. Februar 1964 ebenda) war ein französischer Politiker der Dritten Republik und des Vichy-Regimes. Später war er in leitender Stellung im auf die französischen Kolonialgebiete ausgerichteten Privatsektor tätig.  

## Karriere und Leben
Paul Baudouin entstammte einer wohlhabenden Pariser Bankiersfamilie. Sein leiblicher Vater war Maurice Rouvier. Er studierte an der École polytechnique. Während des Ersten Weltkriegs diente Baudouin als Artillerist und wurde anschließend Finanzinspektor. 1930 wurde er Direktor der Banque de l’Indochine. Politisch sympathisierte Baudouin zunehmend mit den Ideen der nationalistischen Action française.
Am 30. März 1940 berief ihn Premierminister Paul Reynaud als Unterstaatssekretär in die Regierung. Nach dem deutschen Angriff auf Frankreich und dem sich abzeichnenden militärischen Zusammenbruch übernahm Philippe Pétain am 16. Juni 1940 die Regierung und forderte eine rasche Beendigung der Kampfhandlungen. Baudouin wurde am 17. Juni 1940 neuer Außenminister und erfragte am 17. Juni über den spanischen Botschafter Lequerica beim Deutschen Reich die Bedingungen des Waffenstillstands, der am 22. Juni in Compiègne abgeschlossen wurde.  
Mit Etablierung des Vichy-Regimes verblieb Baudouin Außenminister und vermutlich stammte von ihm die erste amtliche Verwendung des Begriffs „Collaboration“ für die „fortwährende Zusammenarbeit“ zwischen Vichy-Frankreich und dem Deutschen Reich (Kollaboration in Frankreich). Der Begriff findet sich in einem Memorandum des Außenministeriums vom Juli 1940. Baudouin führte wichtige Verhandlungen mit der deutschen und italienischen Regierung, konnte sich aber über die Konditionen des Waffenstillstands gegen Pierre Laval nicht durchsetzen und verlor sein Amt am 28. Oktober 1940. Darauf war er unter Étienne Flandin Staatssekretär (13. Dezember 1940 bis 23. Februar 1941). 
Bis 1944 arbeitete Baudouin wieder für die Banque de l’Indochine und unterstützte die Jugendbewegung des Vichy-Regimes (Chantiers de la jeunesse française). Im März 1947 wurde Baudouin als Vertreter der Kollaborationsregierung wegen Verrat zu fünf Jahren Arbeitslager verurteilt, jedoch schon 1948 wieder freigelassen. Nach dem Krieg wurde er Generaldirektor und Vorsitzender einer Nachfolgergesellschaft verstaatlichter polnischer Betriebe in Huta Bankowa, Vorsitzender der Union financière d’Extrême-Orient, Vizepräsident der Distilleries de l’Indochine und Mitglied im Aufsichtsrat mehrerer Aktiengesellschaften, darunter des Comptoir Lyon-Alemand und der Compagnie générale des transports en Afrique.

## Auszeichnungen
- Prix Marcelin-Guérin, Literaturpreis
- Ritter der Ehrenlegion
- Francisque (Vichy)